# 8144 Hiragagennai
8144 Hiragagennai eller 1982 VY2 är en asteroid i huvudbältet som upptäcktes den 14 november 1982 av de båda japanska astronomerna Hiroki Kōsai och Kiichirō Furukawa vid Kiso-observatoriet i Japan. Den är uppkallad efter Hiraga Gennai.
Asteroiden har en diameter på ungefär 7 kilometer och den tillhör asteroidgruppen Koronis.